# Gabinete Bourgeois
O Gabinete Bourgeois foi o ministério formado por Léon Bourgeois em 1º de novembro de 1895 e dissolvido em 23 de abril de 1896. Foi o 37º gabinete da Terceira República Francesa, sendo antecedido pelo Gabinete Ribot III e sucedido pelo Gabinete Méline.

## Contexto
Léon Bourgeois formou o primeiro governo inteiramente radical, com o apoio, mas não a participação, de republicanos moderados (ou oportunistas). O gabinete buscou estabelecer uma política de solidariedade, decorrente do programa radical, incluindo o estabelecimento de um regime de previdência para os trabalhadores. No entanto, ele encontrou forte oposição à sua direita: grande parte dos deputados se opuseram ao seu plano de imposto de renda e o Senado francês rejeitou o que considerava ser uma "inquisição fiscal". Ao mesmo tempo, diante do início do "Caso Dreyfus", Bourgeois assumiu uma posição neutra, como a maioria dos parlamentares radicais.
Ele renunciou em 23 de abril de 1896, oficialmente devido à recusa do Senado em lhe fornecer créditos para a expedição francesa à Madagascar, mas na realidade devido à recusa do ministro das Finanças, Paul Doumer, em retirar seu projeto de imposto de renda e também devido à instabilidade de sua maioria na Assembleia Nacional Francesa. Em 29 de abril, o  Presidente da República, Félix Faure, nomeou Jules Méline como o novo Presidente do Conselho de Ministros.

## Composição

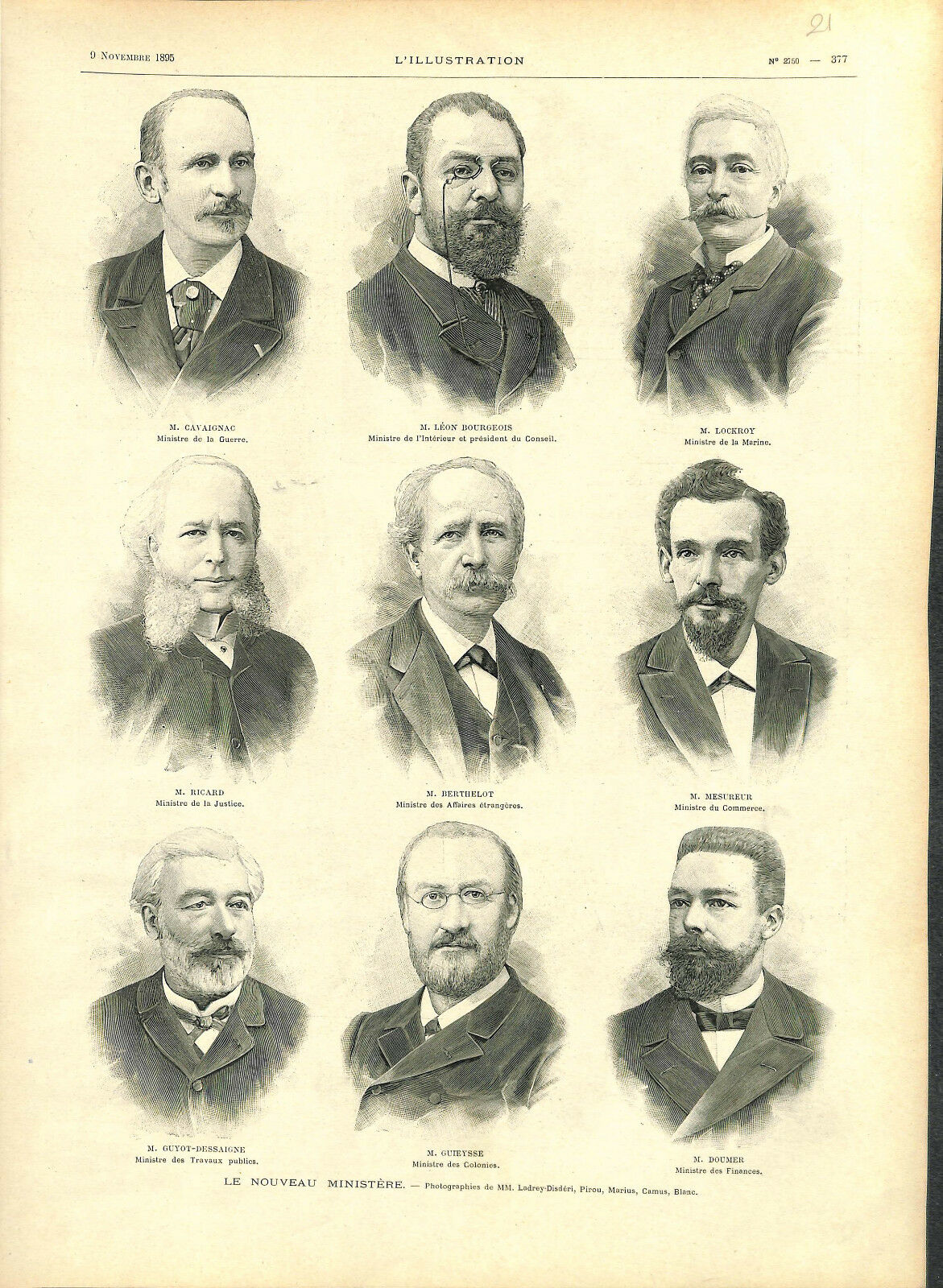
O Gabinete Bourgeois em ilustração de 1895.

- Presidente da República: Félix Faure
- Presidente do Conselho de Ministros: Léon Bourgeois
- Ministro dos Estrangeiros: Marcellin Berthelot (1895-1896); Léon Bourgeois (1896)
- Ministro da Justiça: Louis Ricard
- Ministro do Interior: Léon Bourgeois (1895-1896); Ferdinand Sarrien (1896)
- Ministro da Guerra: Godefroy Cavaignac
- Ministro das Finanças: Paul Doumer
- Ministro da Marinha: Édouard Lockroy
- Ministro da Instrução Pública, Belas Artes e Cultos: Émile Combes
- Ministro das Obras Públicas: Edmond Guyot-Dessaigne
- Ministro da Agricultura: Albert Viger
- Ministro do Comércio, Indústria, Correios e Telégrafos: Gustave Mesureur
- Ministro das Colônias: Camille Krantz